# Bibi Jones
Bibi Jones (Oklahoma City, 23 de julio de 1991) es el nombre artístico de Britney Maclin, una ex actriz pornográfica estadounidense.

## Carrera
Ella comenzó a actuar profesionalmente en noviembre de 2010. En 2011 fue la actriz más joven en firmar con Digital Playground. Bibi Jones debutó como estríper en Phoenix, Arizona. A la edad de 19 años, se convirtió en la estrella más joven en ser firmado por Digital Playground en diciembre del año 2010 después de actuar en varias escenas como Britney Beth.
Fue portada de la edición de julio de 2011, de la revista Hustler.
El 17 de julio de 2012, se anunció a través de YouTube, Facebook y Twitter que se retira de la industria del cine para adultos. El mes de febrero de 2013 trató de cumplir con los tres restantes año en su contrato de Digital Playground. Jones vive en Scottsdale, Arizona, y ella viaja a Los Ángeles para grabar películas.
Jones fue nominada para el 2012 "Newcomer Característica Artista del Año" en los Premios de la bailarina exótica. Jones también apareció junto con Peter North en Hollywood Undead de "Been to Hell" video musical. 
Está casada con Jim Grdina desde 2014, con el que tiene 5 hijos.

## Premios
- 2012 – Premio AVN – Fan Award - Hottest Sex Scene – Babysitters 2 (con Jesse Jane, Riley Steele, Kayden Kross, Stoya y Manuel Ferrara).